# Spon (Einheit)
Spon war ein schwedisches und norwegisches Volumen- und Getreidemaß.
Die Maßkette war
- 1 Tonne = 2 Spon = 32 Koppen = 56 Kannen = 112 Stop

Aus dem Wert für 1 Tonne = 146,565 Liter errechnet sich für
- 1 Spon = 73,2825 Liter